# فوکه-وولف اف‌و ۲۰۰
فوکه-وولف اف‌و ۲۰۰ کوندور (رخ‌کرکس) (آلمانی: Focke-Wulf Fw 200 Condor) یک هواگرد تک‌باله چهار موتوره ساخت شرکت فوکه-وولف در آلمان بود که در ابتدا به عنوان هواپیمای مسافربری برد بلند طراحی شد و سپس در جریان جنگ جهانی دوم توسط لوفت‌وافه به عنوان هواگرد ترابری نظامی و شناسایی دریایی برد بلند به‌کارگرفته شد. از یکی از پیش‌نمونه‌های اف‌و ۲۰۰ به عنوان هواگرد ترابری شخصی آدولف هیتلر، پیشوای آلمان استفاده گردید.

## طراحی و تولید
هواگرد اف‌و ۲۰۰ حاصل مذاکرات بین شرکت هواپیماسازی فوکه-وولف و شرکت هواپیمایی دویچه لوفت‌هانزا در بهار سال ۱۹۳۶ برای یک هواپیمای مسافربری با گنجایش چهار خدمه و ۲۶ مسافر بود. پیش‌نمونه اف‌و ۲۰۰ فاو-۱ نخستین بار روز ۲۷ ژوئیه سال ۱۹۳۷ به پرواز درآمد. هواگرد نیروی محرکه خود را از چهار موتور پرت اند ویتنی هورنت با توان ۸۷۵ اسب بخار (۶۵۲ کیلووات) می‌گرفت که هر یک پیش‌ران دو تیغه فاوده‌ام-همیلتون را به گردش درمی‌آوردند. پیکربندی به صورت بال‌پایین طُرّه‌ای بود. بال‌ها صفحات بالایی زاویه هفتی و نازک‌شونده داشتند. سطح تمامی سازه پوشیده از فلز تنش‌دار با میخ‌پرچ هم‌سطح بود؛ جز بخش بشتی بال‌ها و سطوح هدایت که پوشش پارچه‌ای داشتند. این هواگرد با برد بسیار طولانی می‌توانست از اقیانوس اطلس شمالی بدون توقف عبور کند؛ چنین کاری برای هواگردهای ترابری پیشین آلمانی امکان‌پذیر نبود. اف‌و ۲۰۰ همچنین ظرفیت حمل بسیار بیشتری نسبت به مقدار مقرر شده اولیه داشت. در پی آن مدل اف‌و ۲۰۰آ ایجاد شد. نخستین مدل عمده تولید اف‌و ۲۰۰ب بود.
بنابر درخواست سرویس هوایی نیروی زمینی امپراتوری ژاپن، اوایل سال ۱۹۳۹ تیم طراحی شرکت فوکه-وولف کار بر روی ایجاد یک گونه بمب‌افکن از اف‌و ۲۰۰ را آغاز کردند. هواگرد تبدیل‌شده مدل اف‌و ۲۰۰سی نام گرفت. در هنگام تکمیل طرح جنگ جهانی دوم آغاز شده بود و بدین ترتیب لوفت‌وافه آن را اقتباس کرد. سفارش تولید اف‌و ۲۰۰ به عنوان هواگرد شناسایی دریایی صادر شد. سال ۱۹۴۰ سی‌وشش فروند از مدل اف‌و ۲۰۰سی-۱ و سال ۱۹۴۱ پنجاه‌وهشت فروند از مدل اف‌و ۲۰۰سی-۲ تولید گردید. مدل اف‌و ۲۰۰سی-۲ دو محفظه بمب بهبودیافته زیر هر بال خود داشت.
یک مشکل جدی اف‌و ۲۰۰ ضعف ساختاری بخش پشتی بدنه آن بود؛ به‌شکلی که تعدادی از هواگردها هنگام فرود به دو نیم و منهدم شدند. برای برطرف کردن این مشکل مدل اف‌و ۲۰۰سی-۳ با بدنه تقویت‌شده میانه سال ۱۹۴۱ وارد خط تولید شد.
مدت پرواز در حالت عادی ۹ ساعت و ۴۵ دقیقه بود. این میزان با نصب محفظه‌های سوخت درونی تا ۱۸ ساعت می‌رسید.
مدل نهایی اف‌و ۲۰۰سی-۶ بود از اف‌و ۲۰۰سی-۳ توسعه یافت تا یک موشک هوابه‌سطح هنشل هااس ۲۹۳ب زیر هر یک از پوشش بیرونی موتورهای خود حمل کند. محفظه بمب از زیر بال‌ها حذف شد. این مدل نخستین بار روز ۲۸ دسامبر سال ۱۹۴۳ استفاده عملیاتی شد.
تولید تا سال ۱۹۴۴ ادامه داشت و مجموعاً ۲۵۲ فروند از هواگردهای اف‌و ۲۰۰ در طول جنگ تکمیل شد.
پروژه توسعه‌ای فوکه-وولف اف‌و ۳۰۰ بر مبنای اف‌و ۲۰۰، با طول بال بیشتر و موتورهای قدرتمندتر خطی، از مرحله طراحی فرا تر نرفت.

## تاریخچه عملیاتی

### استفاده نظامی
از هواپیماهای مسافربری اف‌و ۲۰۰ب و چند فروند اف‌و ۲۰۰سی-۰ پیش‌تولید به عنوان هواگرد ترابری نظامی استفاده شد. نخستین یگان لوفت‌وافه که اف‌و ۲۰۰ را دریافت کرد اسکادران شناسایی برد بلند آن بود که از ماه آوریل سال ۱۹۴۰ عملیاتی و همان ماه گروه ۱ جناح ۴۰ رزمی نامیده شد.
از اف‌و ۲۰۰ سال‌های ۱۹۴۰ و ۱۹۴۱ به شکل بسیار مؤثری علیه کشتیرانی متفقین در دریای شمال و اقیانوس اطلس استفاده شد. در این نقش همکاری بسیار مؤثری بین هواگردهای اف‌و ۲۰۰ و او-بوت‌ها وجود داشت. این هواگردها بین ماه‌های اوت ۱۹۴۰ تا فوریه ۱۹۴۱ مجموعاً ۳۷۰٬۰۰۰ تن از شناورهای دشمن را غرق کردند. بیشتر این مقدار مربوط به ماه آوریل سال ۱۹۴۱ بود که ۱۱۶ کشتی با تناژ ۳۲۸٬۰۰۰ تن غرق شدند.
از سال ۱۹۴۲ از بسیاری از هواگردهای اف‌و ۲۰۰ به عنوان هواگرد ترابری استفاده شد. در جریان تدارکات‌رسانی به نیروهای در محاصره آلمان در استالینگراد، ۹ فروند از آن‌ها از دست رفت.

## مشخصات فنی
اف‌و ۲۰۰سی-۳:
مشخصات عمومی
- خدمه: ۶ نفر
- طول: ۲۳٫۳۲ متر
- طول بال: ۳۲٫۸۴ متر
- ارتفاع: ۶٫۳ متر
- وزن خالی: ۱۴٬۰۷۰ کیلوگرم[۲]
- وزن بارگذاری‌شده: ۲۲٬۷۰۰ کیلوگرم
- نیرومحرکه: ۴ × موتور شعاعی ۹ سیلندر ب‌ام‌و برامو ۳۲۳اِر-۲ فانفیر: هر یک ۱٬۲۰۰ اسب بخار

عملکرد
- حداکثر سرعت: ۳۶۰ کیلومتر بر ساعت در ۴٬۷۰۰ متری
  - ۳۸۶ کیلومتر بر ساعت در ۴٬۰۰۰ متری[۲]
- سقف پرواز: ۶٬۰۰۰ متر
- برد: ۶٬۴۰۰ کیلومتر[۲]

تسلیحات
- ۲ × مسلسل ۷٫۹۲ میلی‌متری در برجک‌های جلوی سقف و پشت کف
- ۳ × مسلسل ۱۳ میلی‌متری یک قبضه در برجک پشت سقف و دو قبضه در جایگاه‌های دُم
- ۱ × توپ خودکار ۲۰ میلی‌متری ام‌گه اف‌اف در برجک جلوی کف
- حداکثر ۲٬۱۰۰ کیلوگرم بمب